# Abella italiana
La abella italiana (Apis mellifera ligustica) és una subespècie d'himenòpter apòcrit de la família dels àpids (Apidae), originària de la península itàlica.

## Origen
Es creu que és originària d'Itàlia continental al sud dels Alps, i al nord de Sicília. Aquesta subespècie podria haver sobreviscut la darrera glaciació a Itàlia.
És genèticament diferent de la subespècie de la península Ibèrica Apis mellifera iberiensis i de la de Sicília (Apis mellifera siciliana). És la que té una distribució més àmplia entre les abelles de la mel i s'adapta a climes des subtropicals a temperats-freds però no tant en regions tropicals humides.
No resisteixen tant les hiverns freds de les latituds altes, ja que no formen un grup compacte a l'hivern i necessiten consumir molta mel per hivernar a més de tenir la tendència a fer cria encara a finals de tardor.

## Anatomia
Entre les diferents soques d'aquestes abelles hi a diferències en la coloració. L'abdomen té bandes marrons i grogues. Tenen el cos més petit que l'abella negra europea (Apis mellifera mellifera). La llengua fa de 6,3 a 6,6 mm. L'índex cubital mitjà és de 2,2 a 2,5 mm.

## Resistència a les malalties
No és clar que Apis mellifera ligustica sigui més resistent als àcars que Apis mellifera mellifera. Semblen menys tolerants a Nosema que aquestes. No són capaces de retenir les femtes durant llarg períodes i necessiten fer freqüents vols de neteja.

## Característiques
Encara que la seva reputació és de ser dòcils els híbrids poden ser agressius.

### Punts forts
- Són molt prolífiques[2]
- Guarden molt bé el rusc
- Fan servir poc pròpolis
- excel·lents recol·lectores
- Construeixen molt bé la bresca.
- cobreixen la mel amb opercles brillants blancs
- mostren baixa tendència a eixamenar
- tendència a recollir més mel de flors que no pas mel de melada.[3]

### Febleses
- Manca de vitalitat
- susceptibilitat a les malalties
- Gran consum de les reserves[3]
- més propensió a la deriva i el robatori de mel. THE LIGURIAN OR ITALIAN ALP-BE
- l'època de cria comença tard i acaba tard sense connexió amb el flux de nèctar
- tendeixen a recollir en distàncies més curtes que altres abelles com carnica o mellifera i, per tant, poden ser menys efectives en fluxs de nèctar pobres.

## Distribució mundial
- 1853? introduïda a Alemanya
- 1854 introduïda a Polònia per Dr. Jan Dzierżon
- 1854 introduïda al Regne Unit
- 1859 introduïda als Estats Units
- 1862 introduïda a Austràlia
- 1866 introduïda a Finlàndia
- 1880 introduïda a Nova Zelanda
- 1884 introduïda a l'illa Kangaroo del sud d'Austràlia.